# Hichem Chaabane
Hichem Chaabane (Blida, 10 de agosto de 1988) es un ciclista argelino. 
En abril de 2015 se hizo público un positivo por EPO y glucocorticoides durante el Tour de Argelia y se le anularon todos los resultados que había logrado desde entonces.

## Palmarés
| 2010 - 2.º en el Campeonato de Argelia en Ruta - 3.º en el Campeonato de Argelia Contrarreloj 2012 - 1 etapa del Tour du Faso - 2.º en el Campeonato de Argelia Contrarreloj 2013 - Campeonato de Argelia en Ruta - Tour de Blida, más 1 etapa - 2.º en el Campeonato de Argelia Contrarreloj - 2.º del UCI Africa Tour | 2014 - 1 etapa de la Tour de Argelia 2015 - Critérium Internacional de Argel - 2 etapas del Tour de Orán - 1 etapa del Tour de Blida |